# Lars Holmgård
Lars Gunnar Viking Holmgård, född 1 januari 1964 i Järfälla, är en svensk jurist och författare. Han var från 2017 till 2023 lagman i Värmlands tingsrätt. Tidigare var han rådman vid olika tingsrätter i Värmland före sammanslagningen 2005.